# 花点石斑鱼
花点石斑鱼（学名：Epinephelus maculatus）为輻鰭魚綱鱸形目鱸亞目鮨科石斑鱼属的鱼类。分布于印度、印度尼西亚、菲律宾、日本以及中国南海、台湾恒春等海域，棲息深度2-100公尺，體長可達60.5公分，稚魚生活在水淺的珊瑚碎石區，成魚生活在臨海礁石、珊瑚礁，屬肉食性，以甲殼類、魚類等為食，可做為食用魚、觀賞魚，有雪卡魚毒的報告。该物种的模式产地在东南亚。
其种加词“maculatus”意为“有斑点的”。